# 休欽區
休欽區（羅馬化：Shchuchinskiy rayon）是白俄羅斯西北部格羅德諾州的一個區，行政中心为休欽，面積1,911.54平方公里，2009年人口47,764，人口密度每平方公里25.02人。